# ماتيو سيريزو
ماتيو سيريزو (بالإسبانية: Mateo Cerezo)‏ هو رسام إسباني، ولد في 19 أبريل 1637 في برغش في إسبانيا، وتوفي في 29 يونيو 1666 في مدريد في إسبانيا.